# Ünal Üstel
Ünal Üstel, né en 1955 à Paphos, est le premier ministre de la république turque de Chypre du Nord depuis le 12 mai 2022.

## Biographie
Ünal Üstel est né en 1955 dans la ville chypriote de Paphos.